# Alkoxygruppe

Alkoxygruppe (blau) oben, von links nach rechts, als Teil eines Moleküls, als Alkoxyanion (Alkoxylat), in einem Alkanol und in einem Alkyl-tert-butylether sowie unten, von links nach rechts, in einem Urethan, einem Carbonsäurealkylester und einem Dialkylacetal. R^{1}, R^{2} = Organyl-Rest, wie z. B. Alkyl-Rest.

In der Chemie ist eine Alkoxy-Gruppe eine funktionelle Gruppe, die auf einer mit einem Sauerstoffatom verbundenen Alkylgruppe basiert (siehe Abbildung). Beispiele sind die Methoxygruppe mit der chemischen Summenformel –OCH3 (z. B. in 1,2-Dimethoxyethan oder Anisol) oder die Ethoxygruppe mit der chemischen Summenformel –OCH2CH3 (z. B. in Phenetol).
Wenn der Alkyl-Rest der Alkoxygruppe durch einen Aryl-Rest ersetzt wird, erhält man eine Aryloxygruppe.